# Villa Victoria, Hjo
Villa Victoria är en av de villor, som uppfördes som gästbostadshus för Hjo Vattenkuranstalt.
Tre av villorna mellan Hotell Bellevue och dåvarande Bad- och societetshuset, Villa Flora, Villa Victoria och Villa Guldkroken, ritades av Per August Peterson från Värsås och uppfördes för Vattenkuranstaltens gäster 1882–1885. De byggdes i tidens karaktäristiska schweizerstil, med rika dekorsnickerier och stora taksprång. Villa Victoria uppfördes 1882. 
Villan är byggd med en kvadratisk och symmetrisk planform. Villa Victoria har kontinuerligt använts för logi av gäster och är sedan 1970-talet ett annex till Hotell Bellevue. Interiörerna i villan renoverades till nuvarande utseende under 1990-talet.
Villa Victoria, liksom ett antal andra av den tidigare vattenkuranstaltens byggnader i Hjo stadspark, k-märktes 2018 av Länsstyrelsen i Västra Götalands län.

## Bildgalleri

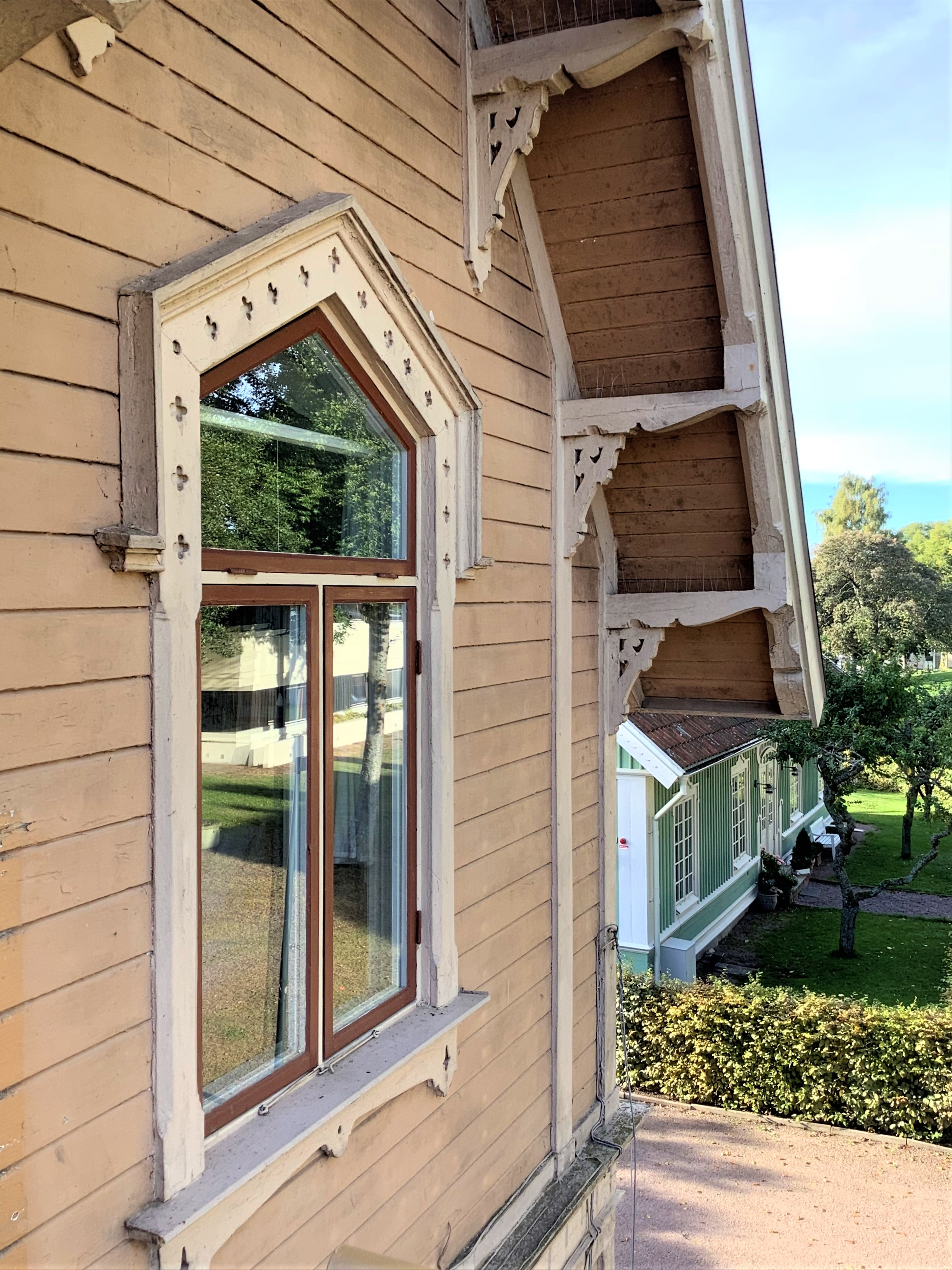
Snickeridetaljer mot väster. I bakgrunden skymtar Villa Idun
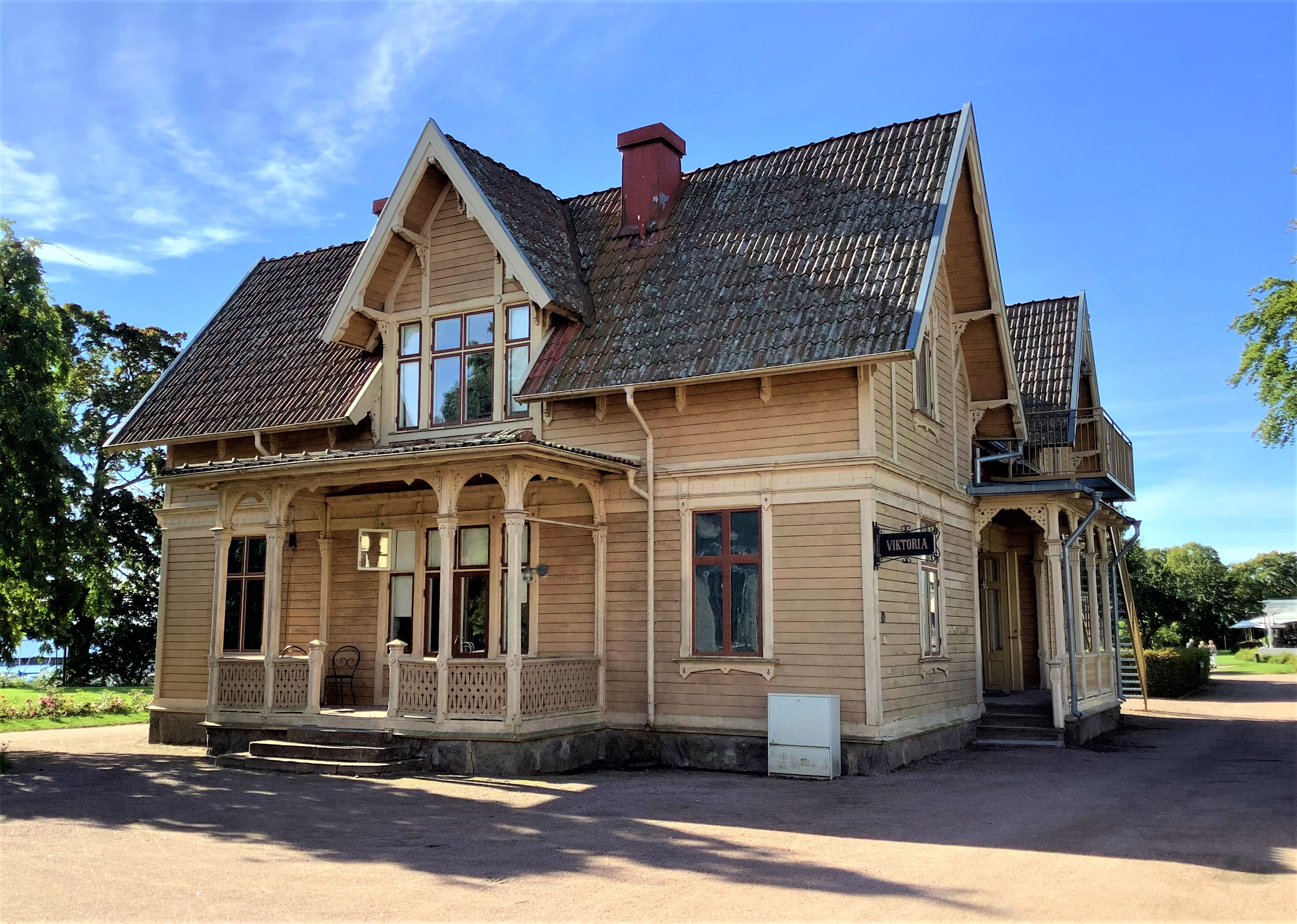
Fasader mot väst
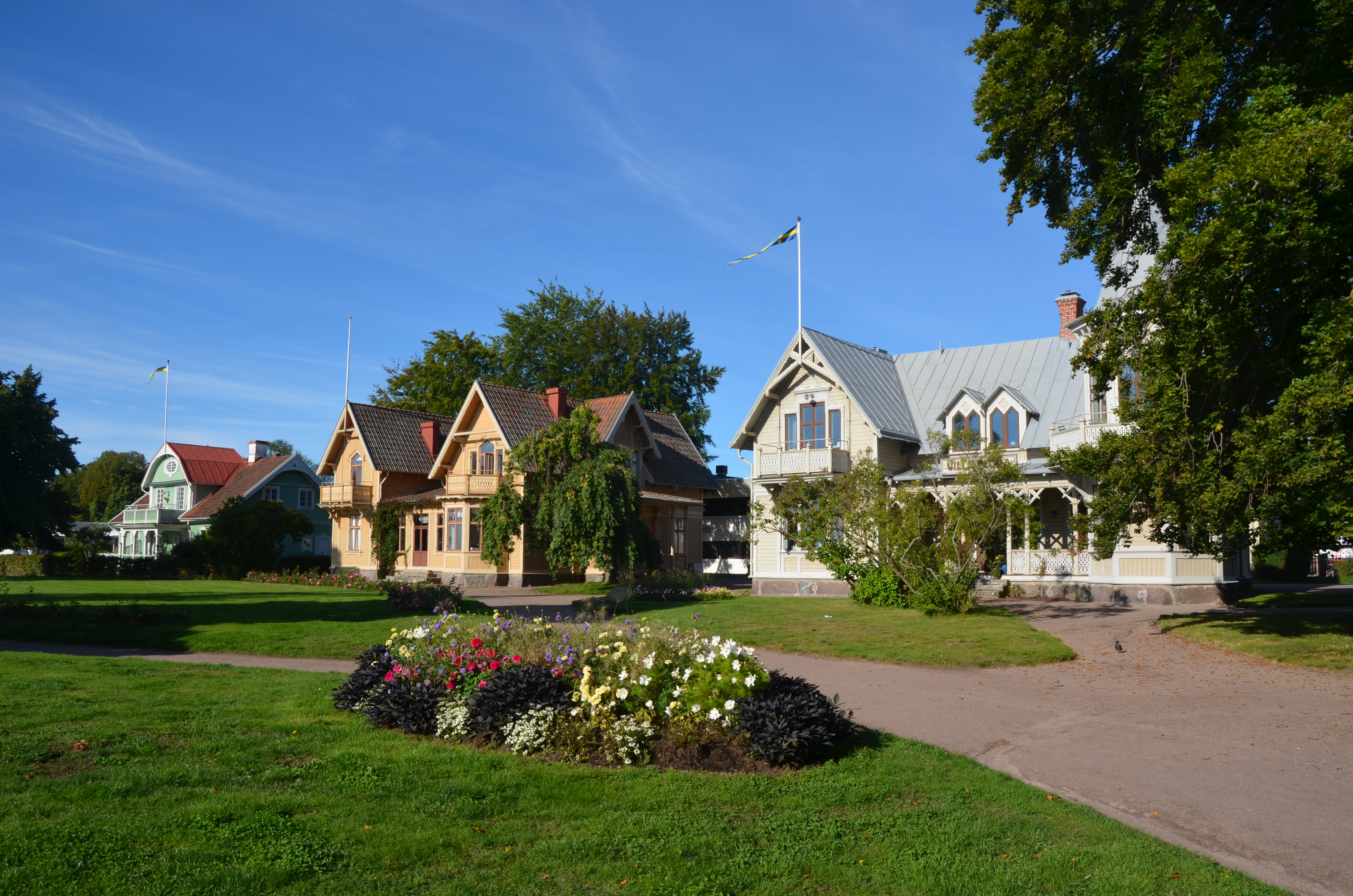
Villa Idun, Villa Victoria och Villa Flora från sjösidan
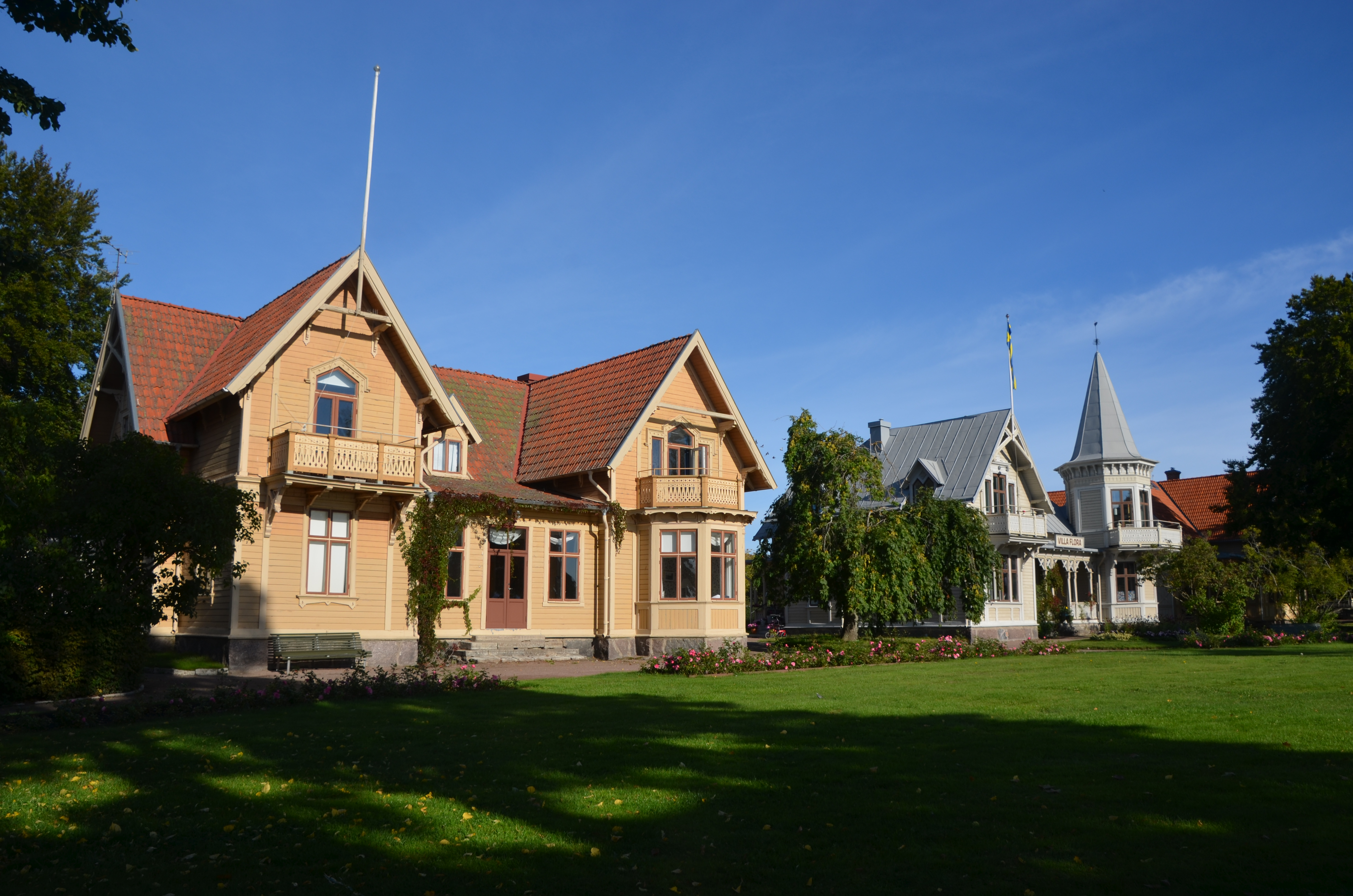
Villa Victoria (till vänster) och Villa Flora
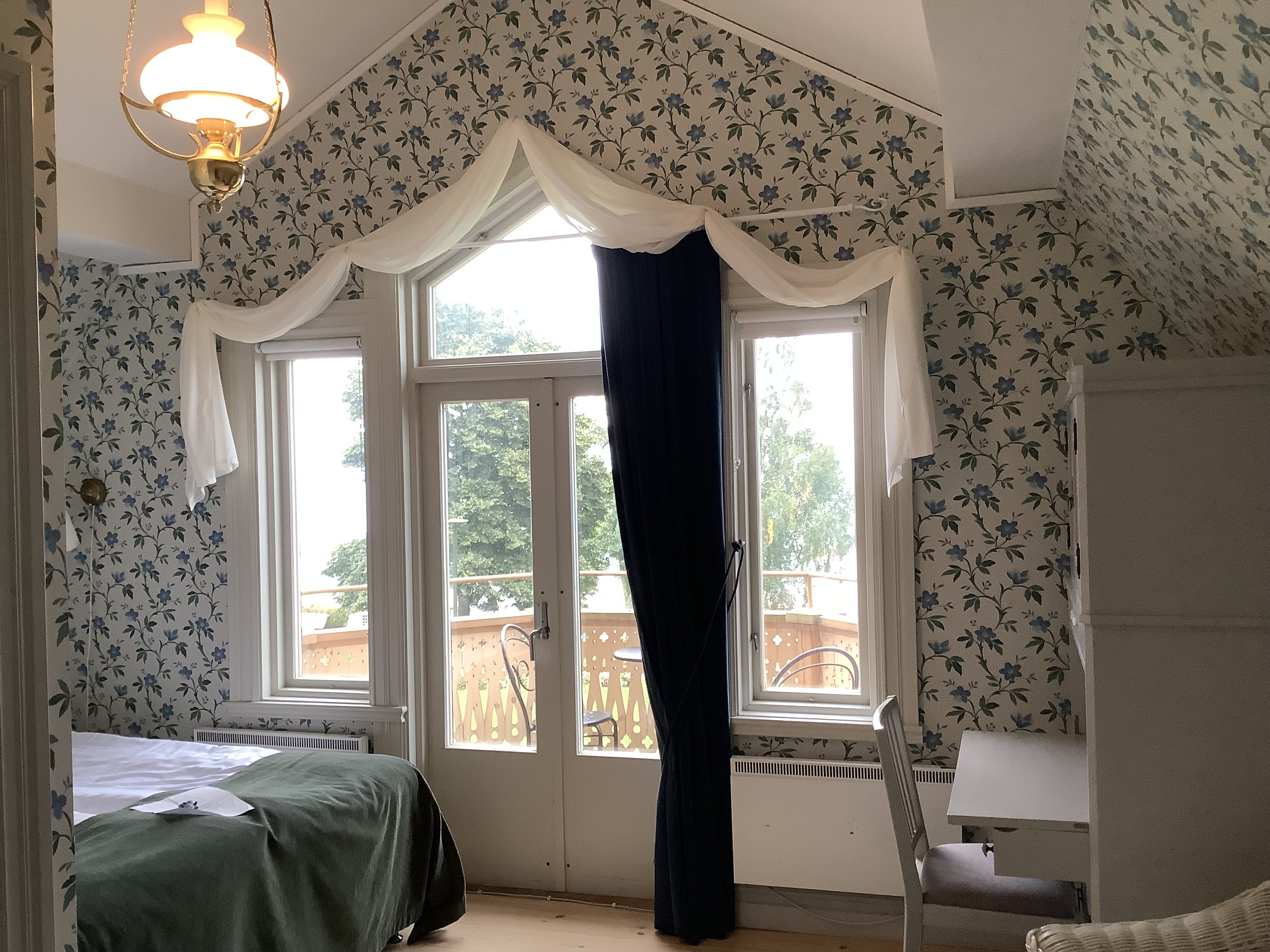
Ett av sovrummen i Villa Victoria
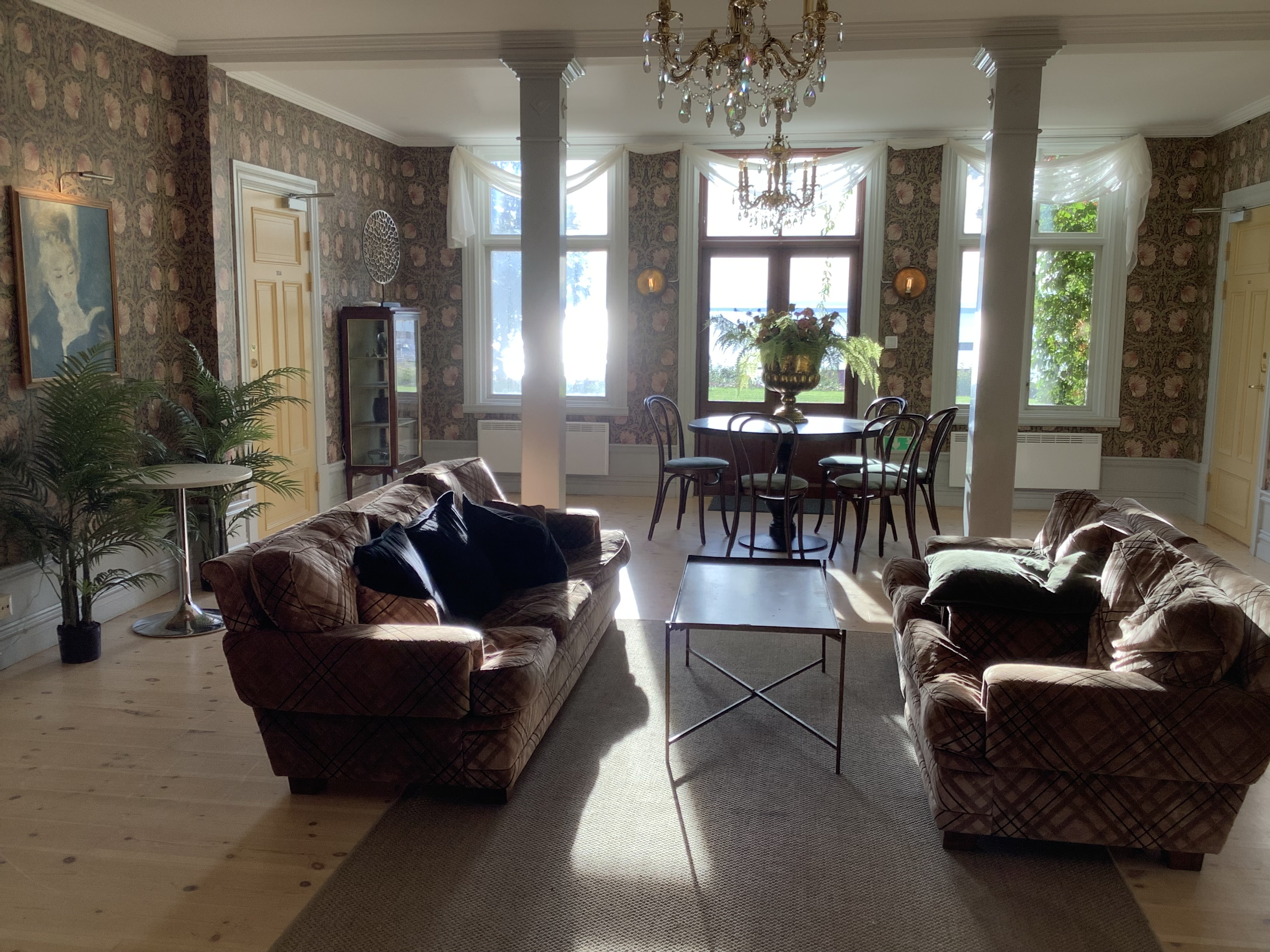
Gemensamt vardagsrum
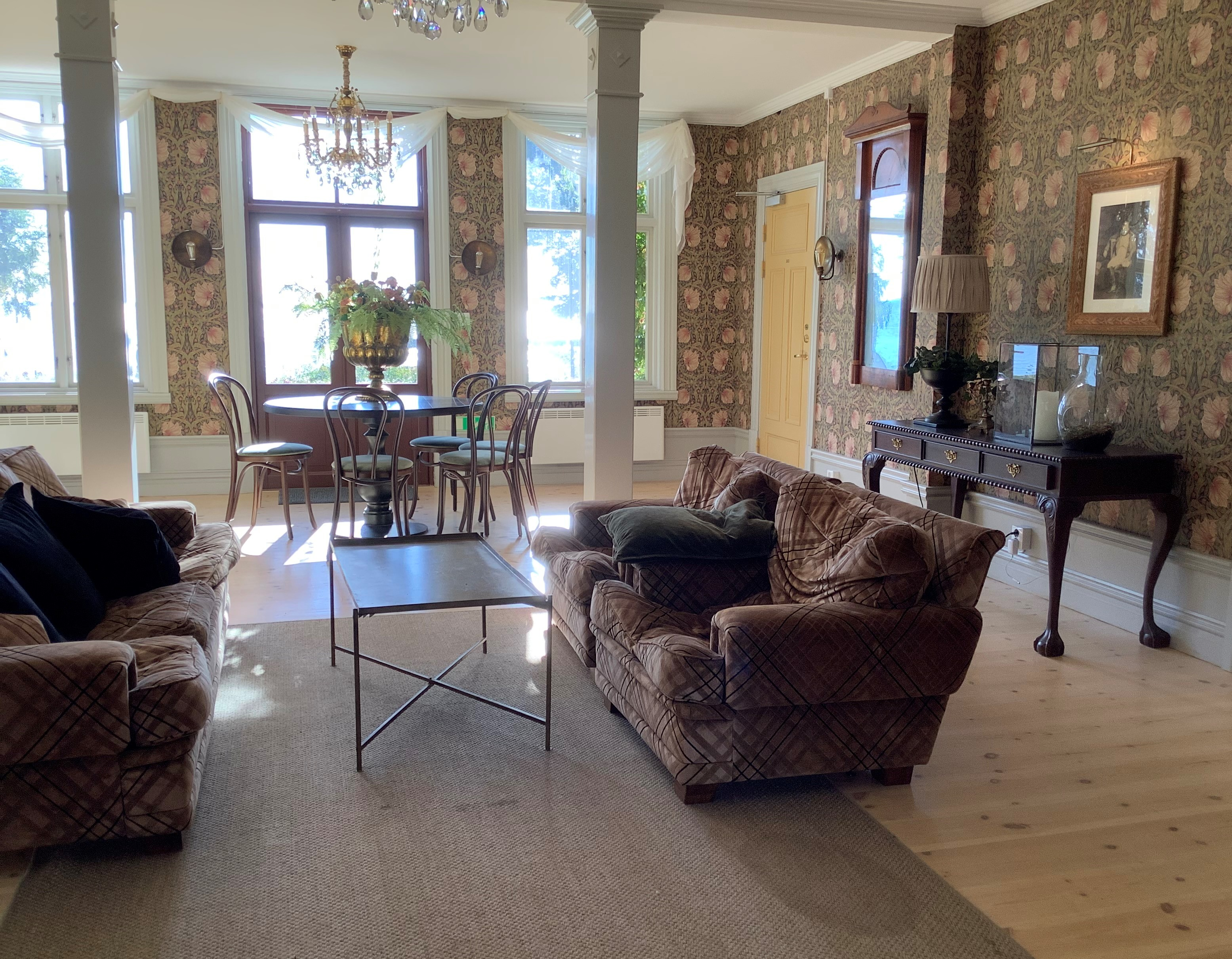
Gemensamt vardagsrum